# 沃勒甘巴水坝
沃勒甘巴坝（英語：Warragamba Dam）又稱瓦拉甘巴大壩，是澳大利亚新南威尔士州臥龍迪利郡的一座水坝，位於悉尼中心商業區西南约65公里。該大壩蓄水量为2031千兆升，蓄水区面积为9051平方公里。它是一座混凝土重力坝，布拉格兰湖的形成與沃勒甘巴坝密切相關，布拉格兰湖是悉尼市民用水的主要來源。
沃勒甘巴坝是澳大利亞當局为了应对第二次世界大战期间悉尼严重缺水而设计，该大坝于1948年至1960年間建成。1999年11月18日，沃勒甘巴坝被列入新南威尔士州遗产名錄。

### 書目
- . 2007.[]
- Attraction Homepage. . 2007  [2021-11-11]. （原始内容存档于2007-08-29）.
- Johnson, Dianne. . 2009.
- Graham Brooks and Associates Pty Ltd. . 1996.

## 外部連結
维基共享资源上的相關多媒體資源：沃勒甘巴水坝
- WaterNSW - Warragamba Dam （页面存档备份，存于）
- FloodSafe NSW Warragamba FAQ （页面存档备份，存于）